# Chromatonema rubrum
Chromatonema rubrum is een hydroïdpoliep uit de familie Tiarannidae. De poliep komt uit het geslacht Chromatonema. Chromatonema rubrum werd in 1882 voor het eerst wetenschappelijk beschreven door Fewkes. 